# Férfi 5000 méteres síkfutás az 1932. évi nyári olimpiai játékokon
Az 1932. évi nyári olimpiai játékokon az atlétika férfi 5000 méteres síkfutás versenyszámának selejtezőit és döntőjét augusztus 2. és 5. között rendezték a Memorial Coliseumban.

## Rekordok
A versenyt megelőzően a következő rekordok voltak érvényben férfi 5000 méteres síkfutásban:
| Világrekord     | Lauri Lehtinen (FIN) | 14:17,0 | Helsinki, Finnország  | 1932. június 19. |
| Olimpiai rekord | Paavo Nurmi (FIN)    | 14:31,2 | Párizs, Franciaország | 1924. július 10. |

A versenyen új olimpiai rekord született:
| Lauri Lehtinen (FIN) | 14:30,0 | Los Angeles, USA | 1932. augusztus 5. |
| Ralph Hill (USA)     | 14:30,0 | Los Angeles, USA | 1932. augusztus 5. |

## Eredmények
Az időeredmények másodpercben értendők. A rövidítések jelentése a következő:
- Q: továbbjutás helyezés alapján
- OR: olimpiai rekord
- DNF: nem ért célba

### Előfutam
A futamok első 7 helyezettje jutott a döntőbe.
| H        | Név                  | Nemzet                 | E          | Mj |
| -------- | -------------------- | ---------------------- | ---------- | -- |
|          |                      |                        |            |    |
| 1. futam |                      |                        |            |    |
| 1.       | Ralph Hill           | Egyesült Államok (USA) | 14:59,6    | Q  |
| 2.       | Lauri Lehtinen       | Finnország (FIN)       | 15:05,5    | Q  |
| 3.       | Jean-Gunnar Lindgren | Svédország (SWE)       | 15:06,0    | Q  |
| 4.       | Lauri Virtinen       | Finnország (FIN)       | 15:06,4    | Q  |
| 5.       | Billy Savidan        | Új-Zéland (NZL)        | 15:08,2    | Q  |
| 6.       | Alex Hillhouse       | Ausztrália (AUS)       | 15:14,0    | Q  |
| 7.       | Daniel Dean          | Egyesült Államok (USA) | 15:19,6    | Q  |
| 8.       | George Bailey        | Nagy-Britannia (GBR)   | nincs adat |    |
| 9.       | Masamichi Kitamoto   | Japán (JPN)            | nincs adat |    |
| 10.      | Juan Morales         | Mexikó (MEX)           | nincs adat |    |
| 2. futam |                      |                        |            |    |
| 1.       | Alec Burns           | Nagy-Britannia (GBR)   | 15:25,8    | Q  |
| 2.       | Paul Rekers          | Egyesült Államok (USA) | 15:34,6    | Q  |
| 3.       | Erik Pettersson      | Svédország (SWE)       | 15:36,4    | Q  |
| 4.       | Roger Rochard        | Franciaország (FRA)    | 15:37,8    | Q  |
| 5.       | Scotty Rankine       | Kanada (CAN)           | 15:39,6    | Q  |
| 6.       | Max Syring           | Németország (GER)      | 15:48,5    | Q  |
| 7.       | Shoichiro Takenaka   | Japán (JPN)            | 15:56,0    | Q  |
| 8.       | Valentín González    | Mexikó (MEX)           | 16:00,0    |    |

### Döntő
A döntőt augusztus 5-én rendezték.
| H     | Név                  | Nemzet                 | E       | Mj  |
| ----- | -------------------- | ---------------------- | ------- | --- |
| Arany | Lauri Lehtinen       | Finnország (FIN)       | 14:30,0 | OR  |
| Ezüst | Ralph Hill           | Egyesült Államok (USA) | 14:30,0 | =OR |
| Bronz | Lauri Virtinen       | Finnország (FIN)       | 14:44,0 |     |
| 4.    | Billy Savidan        | Új-Zéland (NZL)        | 14:49,6 |     |
| 5.    | Jean-Gunnar Lindgren | Svédország (SWE)       | 14:54,7 |     |
| 6.    | Max Syring           | Németország (GER)      | 14:59,0 |     |
| 7.    | Alec Burns           | Nagy-Britannia (GBR)   | 15:04,4 |     |
| 8.    | Daniel Dean          | Egyesült Államok (USA) | 15:08,5 |     |
| 9.    | Erik Pettersson      | Svédország (SWE)       | 15:13,4 |     |
| 10.   | Alex Hillhouse       | Ausztrália (AUS)       | 15:15,0 |     |
| 11.   | Scotty Rankine       | Kanada (CAN)           | 15:24,0 |     |
| 12.   | Shoichiro Takenaka   | Japán (JPN)            | 17:20,0 |     |
|       | Paul Rekers          | Egyesült Államok (USA) | DNF     |     |
|       | Roger Rochard        | Franciaország (FRA)    | DNF     |     |